# Atanazy II
Atanazy II (zm. 496) – patriarcha (papież) Koptyjskiego Kościoła Ortodoksyjnego w latach 489–496. Był podobnie jak Piotr III wspólnym patriarchą Aleksandrii dla monofizytów i ich przeciwników.